# フレンズ・オブ・アース
フレンズ・オブ・アース（Friends of Earth、F.O.E）は、かつて存在した日本の音楽ユニットである。

## 概要・略歴
元イエロー・マジック・オーケストラ（YMO）の細野晴臣、元Interiorsの野中英紀を中心に結成された。メンバーは流動的で、西村麻聡、越美晴、サンディーなどが参加している。
1984年（昭和59年）、細野のソロアルバム『S・F・X』のアルバムクレジットにFRIENDS OF EARTHの名が登場してから、3枚のミニアルバムを発表して活動を終了するまで、細野自身が「O.T.T.（Over The top）」と命名した機械的な細かいビートを使ってドライヴ感あふれる音楽を展開。
『SEX ENERGY & STAR』に収められている、ジェームス・ブラウン（JB）のカヴァー曲「SEX MACHINE」には、ジェームス・ブラウン本人とメイシオ・パーカーがゲストで参加している。1986年（昭和61年）2月4日の大阪・大阪城ホールと同8日の東京・日本武道館でのJBの来日公演で、オープニング・アクトとして初ライブを敢行したF.O.Eは、保守的なJBファンから痛烈な野次と怒号を浴びた。
元々細野はJBファンの野次が飛んでくるということを予想していて10回ライブを断り続けたが11回目で折れた経緯がある。
1986年3月に、アルバム『SEX ENERGY & STAR』のトラックダウン終了後、東京・代官山で、雪で足を滑らせ転倒、骨折した細野は、このことによりバンドの終結を観念的に決断。同月末のテイチク（現テイチクエンタテインメント）との契約更新は行なわなかった。翌1987年（昭和62年）4月25日、President BPMこと近田春夫の主宰するヒップホップレーベル「BPM」で、細野が「骨折事件後、1年休憩したがカムバックする」という旨のライムを織り込んだ12インチシングル『COME★BACK』をリリースする。
2008年（平成20年）12月17日、テイチクエンタテインメントが『SEX ENERGY & STAR』『THE WORLD OF F.O.E』の2枚のアルバムをCD再発売した。また『COME★BACK』は、アルバム『HEAVY』（BPM、1987年6月5日）に収録され、1993年（平成5年）3月24日、CD再発売されたが現在廃盤である。

## ディスコグラフィー

### 12インチシングル
1. 『FRIEND OR FOE?』（1985年12月16日）
2. 『F.O.E#1/DECLINE OF O.T.T』（1986年3月21日）
3. 『COME★BACK / Cold Getting Down』 （1987年4月25日、BPM、12SL-5） - 「F.O.E. featuring HARUOMI HOSONO with President BPM and SEIKOH ITOH」名義 / M.I.D.

### 7インチシングル
1. 『SEX MACHINE』（1986年5月1日） - 「James Brown with F.O.E」名義

### アルバム
1. 『SEX, ENERGY & STAR』（1986年5月21日） - 12インチLP
2. 『THE WORLD OF F.O.E』（1986年7月21日） - 12cmCD、ノン・スタンダードでの2枚の12インチシングルを1枚のCDにまとめたもの。

## 関連事項
- 日本のヒップホップ
- en:Get Up (I Feel Like Being a) Sex Machine - ジェームス・ブラウン

## 註
1. ↑  細野晴臣　北中正和編『細野晴臣インタビュー　THE ENDLESS TALKING』p262-263
2. ↑  「BPM」の項の記述を参照。
3. ↑  #外部リンク内の「F.O.E.」リンク先の記述を参照。
4. ↑  #外部リンク内の「HEAVY」リンク先の記述を参照。